# Municipio de Black River (condado de Harnett)
El municipio de Black River (en inglés: Black River Township) es un municipio ubicado en el  condado de Harnett en el estado estadounidense de Carolina del Norte. En el año 2000 tenía una población de 8.085 habitantes.

## Geografía
El municipio de Black River se encuentra ubicado en las coordenadas 35°30′18.73″N 78°43′26.27″O / 35.5052028, -78.7239639.